# 揚帆 (小說)
《揚帆》是一部由蘇丹·達迪爾·阿里夏巴納創作的印尼文小說，在1936年或1937年由圖書編譯局出版。故事講述兩姊妹和一位醫科生的感情關係，注重提到印尼人如果要革新國家，就有需要接納西方觀念。

## 故事大綱
來自馬達布拉（今屬南蘇門答臘省東上奧甘科美靈縣）的醫科生尤素夫（Yusuf）和拉登·威里阿馬查（Raden Wiriatmadja）的女兒杜蒂（Tuti）和瑪麗亞（Maria）相遇；送她們回家之後，他發現自己已經愛上了瑪麗亞。一天後尤素夫在上學途中碰到兩姐妹，跟她們結伴出城。在尤素夫和瑪麗亞日加親密之際，杜蒂除了埋首苦讀，還會參加會議，爭取女性權益。
過了幾個月尤素夫和瑪麗亞結束度假，提早回來，可是沒過多久瑪麗亞就生病了，起初醫生診斷瑪麗亞染上瘧疾。杜蒂開始覺得自己有需要得到愛護，還想起之前向她求婚的蘇波莫，卻在蘇波莫的胞弟上門討個說法的時候拒絕了他。瑪麗亞的病情每況愈下，醫生要改變診斷，原來瑪麗亞染上的疾病是肺結核。杜蒂在瑪麗亞躺在病床垂死之際和尤素夫前往新棠拉雅（今屬西爪哇省展玉縣）探望表親薩勒夫婦，讚揚他們啟迪農民、建設農村的做法，還說國人如果要服務國家，並不是非得要住在城市裏面。愈加親近的杜蒂和尤素夫回來之後來到瑪麗亞的病榻前，答應瑪麗亞他們會結為夫婦。瑪麗亞聽到以後就離開了人世。

## 題材
學者譚祥志（Tham Seong Chee）指出《揚帆》的故事大綱和人物形象帶有象徵意義，每個角色都象徵一套特定的世界觀或者文化；如果兩個角色無法相容，那就表示這兩個角色象徵的世界觀或者文化其實是格格不入的。他舉例說，杜蒂是一個「獨立、在社交場合顯得有自信、能言善辯、自我中心，思想解放」的人物，瑪麗亞「象徵傳統的理想型印尼女性」；尤素夫在瑪麗亞死後迎娶杜蒂則象徵「無可避免的去舊立新」。他還指出這部小說呈現出「西式」世界觀（主張個人應該改變周邊環境）和傳統觀念（主張個人應該接受命運擺佈）的對立，以及新舊世代之間的對立。
馬曼·S·瑪哈雅娜（Maman S. Mahayana）、奧永·索菲安（Oyon Sofyan）和阿赫瑪德·迪安（Achmad Dian）也指出杜蒂積極參與多個組織，總是為了滿足印尼人民（特別是女性）的需要而努力，具有進步的本質。

## 用詞
左派文學評論家巴格里·西里格爾指出，雖然阿里夏巴納嘗試在小說中運用新式的句法結構，不過馬來文的影響還是顯而易見的。他說尤素夫和瑪麗亞之間的愛情是顯而易見的，就算在沒有對白的地方還是這樣；有的章節甚至是完全沒有對白的。

## 發行與反響
阿伊普·羅西迪、H·B·耶辛等作家寫道《揚帆》是在1936年出版的，不過按照小說第7次印刷版和第18次印刷版的描述，這部小說是在1937年出版的。這部小說已經在1963年翻譯成馬來西亞文出版，馬來西亞文譯本本身也進行過幾次重印。
同期的詩人薩努西·巴奈反駁阿里夏巴納在小說中展示出的親西方立場，認為不假思索就採納西方觀念的做法是危險的。他認為要把社會導向現代，最好的做法是揉合西方的唯物主義和東方的心靈主義。阿里夏巴納則回應說，西方也有心靈主義，還認為堅持套用東方心靈主義的主張是無知的，是自欺欺人的。他強調，印尼人如果要準備接受以個人主義和實證主義為基礎的「國際文化」，首先就要接受適當的教育。西里格爾則指出部分角色的形象對芒古內加拉四世的封建觀念和巴奈的印度神秘主義構成直接的衝擊。
譚祥志認為《揚帆》的主旨是明確的，就是如果男女百姓都接納西方「個人主義、自我主義、唯物主義、理智主義」的觀念，印尼就可以成為一個現代國家。不過，他指出阿里夏巴納的個人思想控制了杜蒂，引致故事解決衝突的方法欠缺說服力的局面。
西里格爾提到《揚帆》在結構上比阿里夏巴納早期的作品《長明燈》複雜，人物形象也比較完善。他還指出作者成功把故事的焦點從瑪麗亞轉移到杜蒂，這樣瑪麗亞的悲劇就不會分散讀者的注意力，令作者無法帶出手中的訊息。
研究印尼文學的荷蘭學者A·德歐指出《揚帆》是第二次世界大戰之前印尼三部重要的文學作品之一，和《西蒂·努爾巴雅》和《錯誤的教育》齊名。他提到這部小說不再採用過去描述個人和傳統文化發生衝突的題材，而是講述青年參加民族覺醒運動和新生的女權運動，體現出印尼文學作品講述的題材出現轉變。

## 腳註
1. ↑  Tham 1981，第105–106頁.
2. ↑  Mahayana, Sofyan & Dian 2007，第71頁.
3. 1 2 3  Siregar 1964，第101頁.
4. ↑  Mahayana, Sofyan & Dian 2007，第72頁.
5. 1 2  Tham 1981，第108頁.
6. ↑  Tham 1981，第110頁.
7. ↑  Tham 1981，第111頁.
8. ↑  Teeuw 1980，第95–97頁.